# Leucosyke nivea
Leucosyke nivea är en nässelväxtart som beskrevs av Charles Budd Robinson. Leucosyke nivea ingår i släktet Leucosyke och familjen nässelväxter. Inga underarter finns listade i Catalogue of Life.